# Renée Van Mechelen
Renée Van Mechelen (Wilrijk, 1 mei 1946 - Kessel-Lo, 17 september 2007) was een Belgische psychologe, auteur en feministe.

## Levensloop
Van Mechelen werd op 1 mei 1946 geboren in Wilrijk. Ze was de dochter van Madeleine Lescowier (1909-1992) en Florentinus van Mechelen (1908-1996). Van Mechelen groeide op in Hoboken en Berchem. Haar moeder was tot haar twaalfde naar school gegaan, wat voor Van Mechelen een motivatie om zich te richten op vrouwenemancipatie. Van Mechelen volgde lager- en middelbaar onderwijs aan het O.L.V.-instituut in Berchem en ging na het afronden van de middelbare school psychologie studeren aan de Katholieke Universiteit Leuven. Van Mechelen wilde aanvankelijk Germaanse filologie of Rechten studeren, maar door haar vooropleiding Latijn-Wetenschappen kreeg zij geen toegang tot deze studierichtingen. In 1969 studeerde zij af met een licentaatthesis met de titel De plaats van de vrouwin Alfred Adler’s Individualpsychologie. Na het afronden van haar studie trouwde ze met Jo Schouwenaars die ze in 1962 had leren kennen. Schouwenaars was burgerlijk ingenieur en Van Mechelen werkte bij het psycho-medisch-sociaal-centrum van de Sint-Lutgardisschool in Antwerpen. In 1972 was Van Mechelen betrokken bij de oprichting van het Vrouwen Overleg Komitee (VOK). Tussen 1973 en 1976 was ze betrokken bij Politiek Alternatief.
In 1975 publiceerde Van Mechelen haar eerste boek Een nieuwe lei voor  Eva. Opvoeding en emancipatie hand in hand. Naast het schrijven van boeken schreef Van Mechelen ook voor diverse tijdschriften, waaronder voor Bij de Haard, het tijdschrift van de Katholieke Vereniging voor Landelijke Vrouwen (KVLV) waarvoor ze tussen 1970 en 1977 diverse stukken schreef. Naast artikelen voor Bij de Haard schreef Van Mechelen ook voor weekblad De Nieuwe, De Nieuwe Maand en het feministische tijdschrift Lilith. Van Mechelen schreef hoofdzakelijk over seksualiteit en gelijke kansen in het onderwijs.
Op 26 oktober 1977 richtte zij de vzw Rol en Samenleving (RoSa) op. In 1986 kreeg Van Mechelen de Marie Popelinprijs.
Op 17 september 2007 overleed Van Mechelen aan een hartstilstand.

## Publicaties (selectie)
- Een nieuwe lei voor Eva. Opvoeding en emancipatie hand in hand. (1975)
- Opvoeden doe je als ouders niet alleen (1978)
- Uit eigen beweging : balans van de vrouwenbeweging in Vlaanderen, 1970-1978. (1979) Leuven: Kritak. ISBN 9063030347
- Trouwen was Houwen (1995)
- De Meerderheid – Een Minderheid. De vrouwenbeweging in Vlaanderen: feiten,herinneringen en bedenkingen omtrent de tweede golf (1996)
- Dulle Grieten (1996)